# مجلس شيوخ مين
مجلس شيوخ مين (بالإنجليزية: Maine Senate)‏ هو مجلس شيوخ ولاية مين الأمريكية، ويتكون من 35 مقعداً، وهو المجلس الأعلى في كونغرس مين.

## طالع أيضًا
- كونغرس مين